# Siegfried Herrmann
Pour les articles homonymes, voir Herrmann.
Siegfried Herrmann, né le 7 novembre 1932 à Unterschönau en Thuringe et mort le 14 février 2017 à Erfurt en Thuringe, est un athlète est-allemand puis allemand, qui courait sur des distances moyennes et longues.

## Carrière
Le 5 août 1965 à Erfurt, Siegfried Herrmann est devenu détenteur du record du monde du 3 000 m en courant en 7 min 46 s 00.
Il a été huit fois champions d'Allemagne de l'Est : sur 5 000 m, 10 000 m et en cross. Entre 1952 et 1961, il a établi 21 records nationaux sur 800 m, 1 000 m, 1 500 m, 3 000 m et 5 000 m. Il a remporté sa seule médaille internationale aux jeux Européens d'athlétisme en salle de 1966.

## Palmarès

### Jeux olympiques
- Jeux olympiques de 1956 à Melbourne ( Australie)
  - abandon sur blessure en série sur 1 500 m
- Jeux olympiques de 1964 à Tokyo ( Japon)
  - 11e sur 5 000 m

### Championnats d'Europe
- Championnats d'Europe d'athlétisme de 1958 à Stockholm ( Suède)
  - 6e sur 1 500 m
- Championnats d'Europe d'athlétisme de 1962 à Belgrade ( Yougoslavie)
  - 7e sur 5 000 m
- Championnats d'Europe d'athlétisme de 1966 à Budapest ( Hongrie)
  - éliminé en série sur 5 000 m

### Championnats d'Europe d'athlétisme en salle
- Jeux européens d'athlétisme en salle de 1966 à Dortmund ( Allemagne de l'Ouest)
  -  Médaille d'argent sur 3 000 m

### Records
- Record du monde du 3 000 m en 7 min 46 s 0 le 5 août 1965 à Erfurt (amélioration du record de Michel Jazy, sera battu par Kipchoge Keino le 27 août 1965)